# Emili Granier Barrera
Emili Granier Barrera (Barcelona, 1908-Barcelona, 1997) fue un periodista y político español de ideología nacionalista catalana, de formación autodidacta.

## Biografía
Nació en 1908 en Barcelona. En 1924, durante la dictadura de Primo de Rivera, ingresó en Estat Català, donde incluso formó parte del grupo terrorista la Bandera Negra. En 1925 participaría en la preparación del atentado terrorista llamado el complot del Garraf , razón por la cual fue detenido, juzgado y encarcelado en 1928. Una vez liberado se dedicó al periodismo, y fue director de Justicia Social así como secretario de redacción del semanario L'Opinió y de La Publicitat. En 1930 abandonó Estat Catalá e ingresó en Unión Socialista de Cataluña , partido en el cual fue nombrado secretario general. Fue la primera persona en traducir al catalán el Manifiesto Comunista de Karl Marx y Friedrich Engels en 1930. 
Al celebrarse las primeras elecciones municipales de la Segunda República Española fue elegido concejal del Ayuntamiento de Barcelona, y fue detenido tras la proclamación del Estado catalán el 6 de octubre de 1934. Fue liberado nuevamente en 1936.
Al final de la guerra civil española se exilió en París, donde dirigió el periódico clandestino Catalunya, y participó en la Resistencia Francesa. Continuó su exilio en Venezuela, donde llegó en 1954, y estableció su residencia en Caracas. Fue miembro activo del Centre Català de Caracas. Volvió a España en 1978 y militó en el Partido Socialista de Cataluña.
En 1991 hizo donación a la Biblioteca de Cataluña de su biblioteca personal que incluye unos 800 documentos, la mitad en castellano (y en su mayor parte, editados en América del Sur, especialmente en Venezuela) y el resto en catalán, castellano y francés. El contenido de esta colección versa sobre temas sociales, políticos, referidos a la cultura catalana y el exilio.

## Obras
- Paraules de combat (1964), poesía
- Resposta a dos amics (1970), poesía
- Los intelectuales y la cultura de masas (1970) ensayo
- Sobre biografies i altres coses (1970) ensayo
- Catalunya y la Comunidad Económica Europea (1982), ensayo